# Noggin
Noggin war ein 24-Stunden-Kindersender, der über das US-Kabelfernsehen empfangbar war. Eingestellt wurde Noggin am 28. September 2009. Man ersetzte den Noggin durch den bis dahin als Programmfenster in den USA empfangbaren Sender Nick Jr. Grund dafür ist die internationale Neuausrichtung der Nickelodeon-Senderfamilie durch Viacom. Zeitweise teilte man sich einen Sendeplatz mit dem Schwestersender The N, der ebenfalls am 28. September 2009 eingestellt wurde. Das Maskottchen des Senders war Moose A. Moose, ein Elch. Nach Umbenennung zu Nick Jr. verblieb Moose A. Moose als Maskottchen des Senders. Seit 2015 existiert eine Streaming-App, die ebenfalls Noggin heißt.

## Sendungen (Auswahl)
- Allegras Freunde
- Bob der Baumeister
- Dora
- Doug
- Go, Diego, Go!
- Lazy Town
- Sesamstraße

## International
Auf Nick Jr. UK gab es einen 2-Stunden-Programmblock Klassik und einen Block auf The Music Factory UK. 2007 wurde Noggin aus dem Programm von The Music Factory entnommen, kehrte aber März 2009 zurück. Seit einiger Zeit heißt dieser jedoch Nick Jr.